# David Murray
David Murray (Edinburgh, Škotska, 28. prosinca 1909. – Las Palmas de Gran Canaria, Španjolska, 5. travnja 1973.) je bio britanski vozač automobilističkih utrka. U Formuli 1 je nastupao na četiri utrke od 1950. do 1952., ali nije uspio završiti nijednu. Na utrci 24 sata Le Mansa je trebao voziti 1937. sa suvozačem Patom Fairfieldom u bolidu BMW 328. No u osmom krugu je došlo do sudara Renéa Kippeurta, Jeana Trémouleta i Fairfielda, u kojem je Kippeurt poginuo, a Fairfield je prebačen u bolnicu gdje je preminuo poslije dva dana.

## Vanjske poveznice
- David Murray - Stats F1